# 강민수 (래퍼)
강민수(2001년 1월 13일 ~ )는 AQUINAS(아퀴나스)라는 예명으로 알려진 대한민국의 아티스트이다. 고등래퍼 3에 참가하여 준우승하였다. 2021년 7월 양성애자로 커밍아웃을 했다가, 2024년 4월 본인의 인스타에서 게이라고 커밍아웃 했다.